# Żychlin (gmina)
Pour les articles homonymes, voir Żychlin (homonymie).
Żychlin est une gmina mixte ou urbaine-rurale (gmina miejsko-wiejska) du powiat de Kutno, dans la Voïvodie de Łódź, dans le centre de la Pologne.
Son siège administratif (chef-lieu) est la ville de Żychlin, qui se situe environ 18 kilomètres (km) à l'est de Kutno (siège du powiat) et 53 kilomètres au nord de la capitale régionale Łódź (capitale de la voïvodie).
La gmina couvre une superficie de 76,64 km2 pour une population de 12 831 habitants en 2006 avec 12 984 habitants pour la ville de Żychlin et 4 104 habitants pour la partie rurale de la gmina.

## Histoire
De 1975 à 1998, la gmina est attachée administrativement à la voïvodie de Płock.

Depuis 1999, elle fait partie de la voïvodie de Łódź.

## Géographie
Outre la ville de Żychlin, la gmina inclut les villages et localités de :
- Aleksandrów
- Aleksandrówka
- Balików
- Biała
- Brzeziny
- Budzyń
- Buszków Dolny
- Buszkówek
- Chochołów
- Czesławów
- Dobrzelin
- Drzewoszki Małe
- Drzewoszki Wielkie
- Gajew
- Grabie
- Grabów
- Grzybów Dolny
- Grzybów Hornowski
- Jankówek
- Kaczkowizna
- Kruki
- Kurów
- Marianka
- Orątki Dolne
- Orątki Górne
- Pasieka
- Sędki
- Śleszyn
- Śleszynek
- Sokołówek
- Szczytów
- Tretki
- Wola Popowa
- Żabików
- Zagroby
- Zarębów
- Zgoda

### Gminy voisines
La gmina de Żychlin est voisine des gminy suivantes :
- Bedlno
- Kiernozia
- Oporów
- Pacyna
- Zduny

## Structure du terrain
D'après les données de 2007, la superficie de la commune de Żychlin est de 76,64 kilomètres carrés, répartis comme telle :
- terres agricoles : 89 %
- forêts : 1 %

La commune représente 8,64 % de la superficie du powiat.

## Démographie
Données du 31 décembre 2007 :
| Description        | Total  | Total | Femmes | Femmes | Hommes | Hommes |
| ------------------ | ------ | ----- | ------ | ------ | ------ | ------ |
| Unité              | Nombre | %     | Nombre | %      | Nombre | %      |
| Population         | 12 842 | 100   | 6 647  | 51,8   | 6 195  | 48,2   |
| Densité (hab./km²) | 168    | 168   | 87     | 87     | 81     | 81     |